# Lydia Fairén
Lydia Fairén Rulduá (Barcelona, 2 de octubre de 1989) es una cantante y actriz española, que se dio a conocer en el programa de televisión Eurojunior en 2004, quedando entre los finalistas.

## Biografía

### Primeros pasos
Desde pequeña mostró interés por la música y por cantar, y así, cuando tenía 8 años, ingresó en el coro de su colegio, y más tarde, a los 11 años, comenzó a recibir clases de canto (con las que continúa en la actualidad). En 2001, formó parte de un grupo junto con Úrsula Corberó y otros cuatro niños llamado Top Junior. Grabaron varias canciones, pero nunca llegaron a editar un disco por problemas con la casa discográfica, lo que provocó que el grupo se terminara disolviendo en el 2003. En ese mismo año, con la llegada de Eurojunior, Lydia se presentó al casting, pero no fue seleccionada.

### Eurojunior 2004
En 2004, Lydia no se rindió y se volvió a presentar a Eurojunior, logrando ser seleccionada para entrar en el programa. Pasó sin problemas el corte de la primera gala eliminatoria, y en la siguiente formó pareja con Lucía Estella Escobar, consiguiendo llegar juntas a la gran final. En ella interpretaron dos temas, "Un poco tú y un poco yo" y "Música en el corazón", compuestos por ellas mismas con ayuda del productor Josep Lobell. Fueron estas dos canciones, además de otras tres interpretadas junto con sus demás compañeros de programa, con las que la voz de Lydia quedó plasmada por primera vez en el disco "Eurojunior 2004" (Vale Music), que se publicó en septiembre de 2004. En este programa compitió con María Isabel López, Blas Cantó, Mirela, Rocío Cabrera, entre otros.

### Batuka Junior
A raíz del programa, surgen algunas galas en las que actúa con su compañera Lucía Estella Escobar, hasta que en octubre de 2005, Vale Music vuelve a fijarse en ella y la selecciona para formar parte del equipo didáctico de Batuka, una forma de hacer ejercicio bailando creado por Kike Santander y Jessica Expósito, que saltó a la fama en el programa Operación Triunfo. El 4 de diciembre de 2005, salió a la venta Batuka Junior, un CD más DVD en el que Lydia se convierte en profesora de baile (junto con el coreógrafo Javier del Castillo, ‘Poty’), además de cantar la mayor parte del repertorio. En él encontramos a una Lydia más madura física y vocalmente hablando.
El disco fue producido por Kike Santander, y se grabó en Sabadell en los estudios Ten Productions, bajo el mando de Xasqui Ten. De los nueve temas que componen el disco, Lydia interpretó en solitario “¡Qué fuerte!”, una canción con estilo electro funk, “Acelera” y “Me ha hecho brujería”, ambos de reguetón, y “Number one” con el que nos introduce al belly dance pop. Además, junto con Wences Sánchez, interpretó a dúo los temas “Salta”, al más puro rock ‘n’ roll, “Siente la corriente”, un tema funky, y “Entra en acción”, en el que nos lleva al euro dance.
En dos semanas, Batuka Junior alcanzó el disco de oro (40.000 copias vendidas), y a los dos meses se convirtió en disco de platino (80.000 copias), permaneciendo en la lista de los álbumes más vendidos durante 40 semanas consecutivas y alcanzando el número 6 en las primeras semanas de enero de 2006. En el verano de 2006, Lydia inició una gira de más de 20 conciertos por diversas ciudades de España, y la cadena de televisión Telecinco comenzó a emitir los fines de semana un programa dedicado a Batuka, en el que la versión Junior también tiene sus minutos. Cada día, Lydia enseñaba a bailar una de sus canciones a los telespectadores.

### La Voz 4
En 2016, se presentó a La Voz en Telecinco para relanzar su carrera musical, pero no pasó de las audiciones a ciegas.

## Filmografía

### Películas
| Películas | Películas            | Películas     | Películas        |
| Año       | Título               | Personaje     | Notas            |
| --------- | -------------------- | ------------- | ---------------- |
| 2010      | El diario de Carlota | Elisa         | Papel principal  |
| 2012      | Cambio de planes     | Silvia Durán  | Cortometraje     |
| 2014      | Rostbif              | Chica         | Cortometraje     |
| 2015      | Rey Gitano           | Alana Alabama | Papel secundario |

### Series de televisión
| Series de televisión | Series de televisión | Series de televisión | Series de televisión | Series de televisión |
| Año                  | Título               | Personaje            | Canal                | Notas                |
| -------------------- | -------------------- | -------------------- | -------------------- | -------------------- |
| 2008 - 2009          | 18, la serie         | Esther Navarro       | Cuatro               | 20 episodios         |

### Vídeoclips
| Doblajes | Doblajes       | Doblajes   | Doblajes | Doblajes            |
| Año      | Canción        | Compositor | Papel    | Notas               |
| -------- | -------------- | ---------- | -------- | ------------------- |
| 2011     | Mi chica ideal | Luis Lauro | Chica    | Personaje principal |

### Doblajes
| Doblajes | Doblajes           | Doblajes  |
| Año      | Título             | Personaje |
| -------- | ------------------ | --------- |
| 2012     | Pixie Hollow Games | Cantante  |

### Teatro
| Obras de teatro | Obras de teatro      | Obras de teatro          | Obras de teatro |
| Año             | Título               | Personaje                |                 |
| --------------- | -------------------- | ------------------------ | --------------- |
| 2008-2009       | High School Musical  | Kelsi Nielsen            |                 |
| 2010-2012       | Los miserables       | Éponine                  |                 |
| 2012-2013       | La bella y la bestia | Ensamble / Bella (cover) |                 |
| 2013-2015       | Los miserables       | Éponine                  |                 |
| 2015-2017       | Mamma Mia!           | Ali / Sophie (cover)     |                 |
| 2017-2019       | La familia Addams    | Miércoles Addams         |                 |
| 2020-2021       | La llamada           | María Casado             |                 |
| 2021-2023       | Company              | Marta                    |                 |
| 2023-2024       | Bailo bailo          | María                    |                 |
| 2024-2025       | Gypsy                | Louise                   |                 |
| 2025-presente   | Wicked               | Nessarose                |                 |

### Programas de televisión
| Programas de televisión | Programas de televisión | Programas de televisión | Programas de televisión |
| Año                     | Título                  | Cadena                  | Notas                   |
| ----------------------- | ----------------------- | ----------------------- | ----------------------- |
| 2004                    | Eurojunior              | TVE                     | Concursante             |
| 2016                    | La Voz                  | Telecinco               | Concursante             |